# Noiemberian
Noiemberian (en armeni, Նոյեմբերյան) és una ciutat i comunitat urbana municipal del municipi de Noiemberian, de la província de Tavuix, al nord d'Armènia. Està localitzada a 2 km a l'oest de la frontera amb Azerbaidjan i a 9 km al sud de la frontera amb Geòrgia. Segons el cens del 2011 la ciutat té 5.310 habitants i al 2023 en té 4.327.

## Etimologia
Noiemberian era coneguda amb el nom de Baranà (en armeni, Բարանա) fins a l'any 1937. Segons l'historiador Makar Barkhudaryants, l'antic nom de Barana o Parana és una forma dialectal de la paraula armènia "aparan", que significa palau.
El 1938 fou anomenada Noiemberian (que significa "ciutat del novembre") pels soviètics per commemorar l'entrada de l'Exèrcit Roig a Armènia el 29 de novembre de 1920.

## Història
Històricament, la zona de l'actual Noiemberian era part del Koghbapor (cantó) de Gugarq, la tretzena província de la Gran Armènia. No hi ha molta informació sobre els orígens de l'assentament. De totes maneres, la regió fou part del Regne de Lorí entre els segles X i XII. La regió fou devastada durant les Invasions mongoles l'any 1236. Posteriorment, fou dominada per l'Armènia zacàrida entre els segles XIII i XIV.
En el segle XIII, el monestir Mshkavank i l'església de Surp Sarkis estaven ubicats vora la ciutat, cosa que suggereix que l'assentament es formés en aquest segle.
En els anys 1501-02, la majoria dels territoris d'Armènia Oriental, incloent-hi l'assentament de Barana foren conquerits per la Dinastia safàvida d'Iran liderada pel sha Ismail I.
Els territoris de l'actual Lorí i Tavuix i els territoris veïns de Geòrgia van esdevenir part de l'Imperi Rus en els anys 1800-1801. Els territoris van esdevenir una regió oficial de Rússia pel Tractat de Gulistan que fou signat entre la Rússia imperial i la dinastia Qajar persa l'octubre de 1813 després de la Guerra russo-persa (1804-1813).L'any 1840 es va formar el uezd (comtat) d'Elizavetpol que aglutinava la majoria dels territoris de Tavuix, que havien passat a formar part de la nova divisió administrativa de l'imperi rus. L'any 1868 s'establí la Governació d'Elisabetpol, de la que Tavuix en passà a formar part en el recuperat uezd Kazakh.
Després del curt període de la República d'Armènia independent entre 1918 i 1920, l'exèrcit roig va penetrar a la ciutat de Barana el dia 29 de novembre de 1920 i el 2 de desembre de 1920 es va conformar la República Socialista Soviètica d'Armènia. L'any 1937 es formà el Raion (districte) de Noiemberian. Un any després, el poble de Barana es va passar a dir Noiemberian i va esdevenir el centre del districte. L'any 1971 va aconseguir l'estatus d'assentament urbà. Durant els anys soviètics es va desenvolupar un sector industrial de processament d'aliments a la ciutat.
Després de la independència d'Armènia, el 1991, Noiemberian va aconseguir l'estatus de ciutat i es va incloure a la província de Tavuix l'any 1995. L'any 2016 el municipi fou engrandit i va incorporar els assentaments rurals de Baghanis, Barekamavan, Berdavan, Dovegh, Jujevan, Koti, Voskepar i Voskevan.

## Geografia i clima

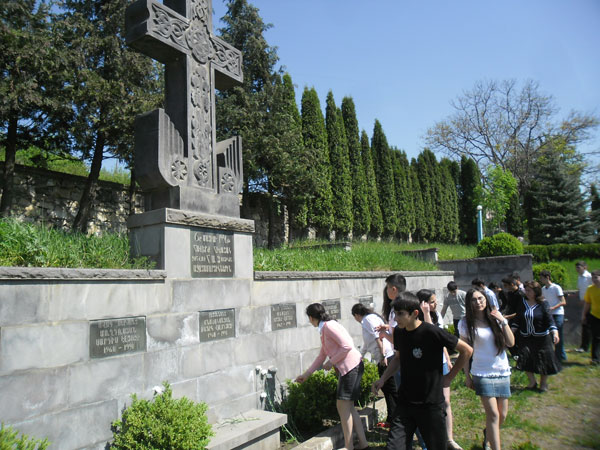
Memorial de la Guerra d'Artsak de Noiemberian

Noiemberian és una ciutat situada al nord-est d’Armènia, al vessant oriental de la serralada de Gugark, a una distància per carretera de 187 quilòmetres al nord-est de la capital, Yerevan, i a 54 quilòmetres al nord del centre provincial, Idjevan. La frontera amb l’Azerbaidjan es troba a només 2 quilòmetres a l’est de la ciutat.
La ciutat s’ubica al sud-est de la vall del riu Koghb, a una altitud mitjana de 820 metres sobre el nivell del mar. Està envoltada per la serralada de Voskepar al sud i per la de Gugarq a l’oest.

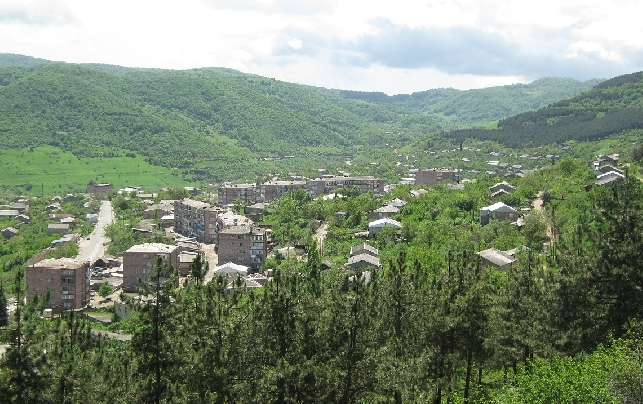
Paisatge de Noiemberian

Segons la classificació climàtica de Köppen, Noiemberian presenta un clima oceànic temperat (Cfb). La temperatura mitjana anual és de 10,9 °C, amb una mitjana de -1,5 °C al gener i de 26,7 °C al juliol. La temperatura màxima registrada mai ha estat de 35 °C, mentre que la mínima ha estat de -32 °C, registrada l’any 1972. La precipitació anual mitjana és de 535 mm, i el període més plujós comprèn entre els mesos d’abril i maig.

## Població i religió

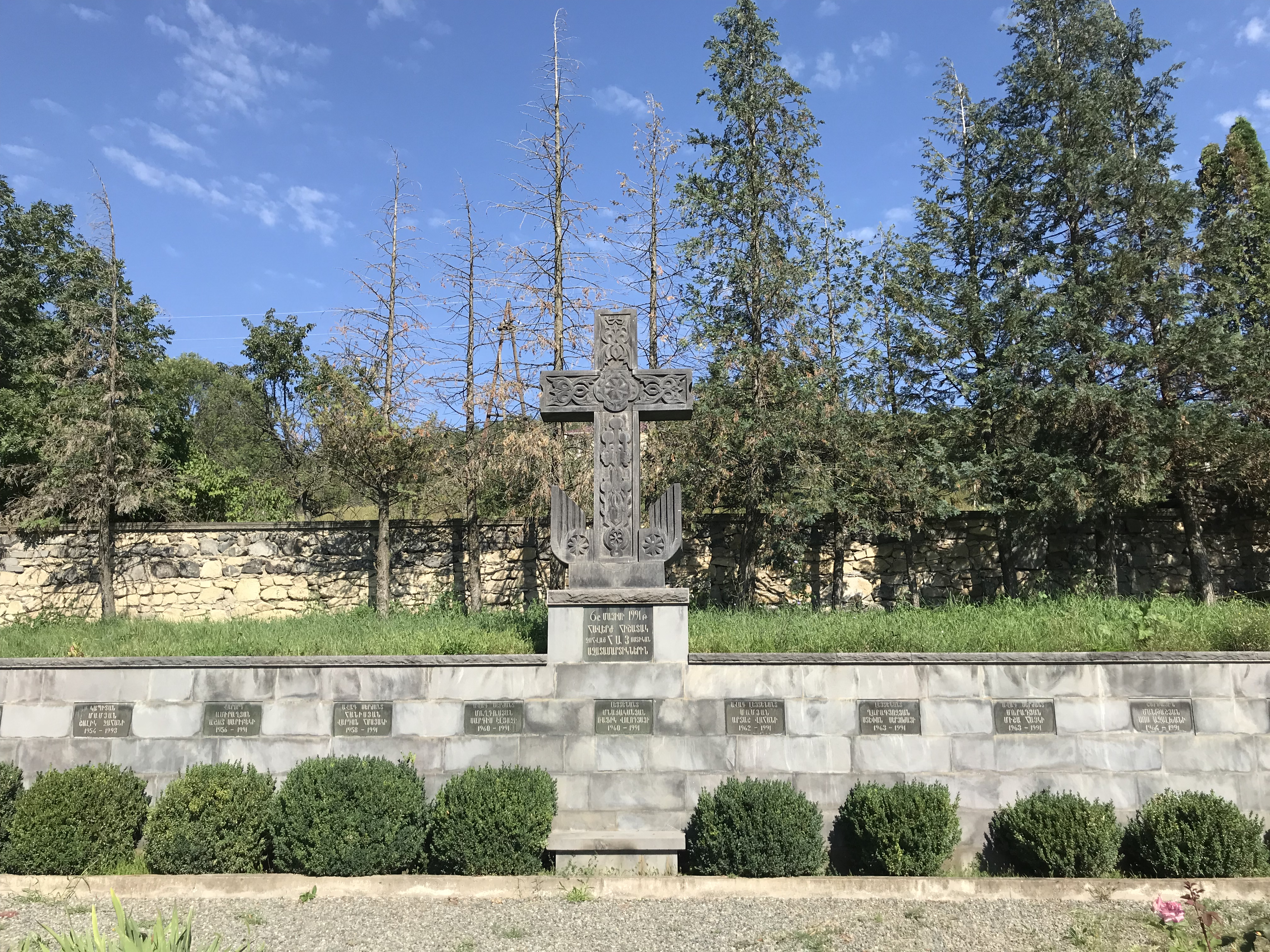

La majoria de la població de la ciutat són armenis i formen part de l'Església Apostòlica Armènia. Pertany a la diòcesi de Tavuix, que té la seu a Idjevan. L'església principal de la ciutat és la de Surp Sarkis, que data del 1903 i ha estat renovada. L'any 2011 es va inaugurar l'església de Surp Anna.
| any  | habitants |
| ---- | --------- |
| 1830 | 294       |
| 1897 | 1197      |
| 1926 | 1901      |
| 1939 | 2625      |
| 1959 | 3138      |
| 1970 | 4330      |
| 1980 | 5115      |
| 1989 | 6116      |
| 2001 | 5486      |
| 2004 | 5500      |
| 2011 | 5310      |
| 2023 | 4327      |

## Cultura i patrimoni

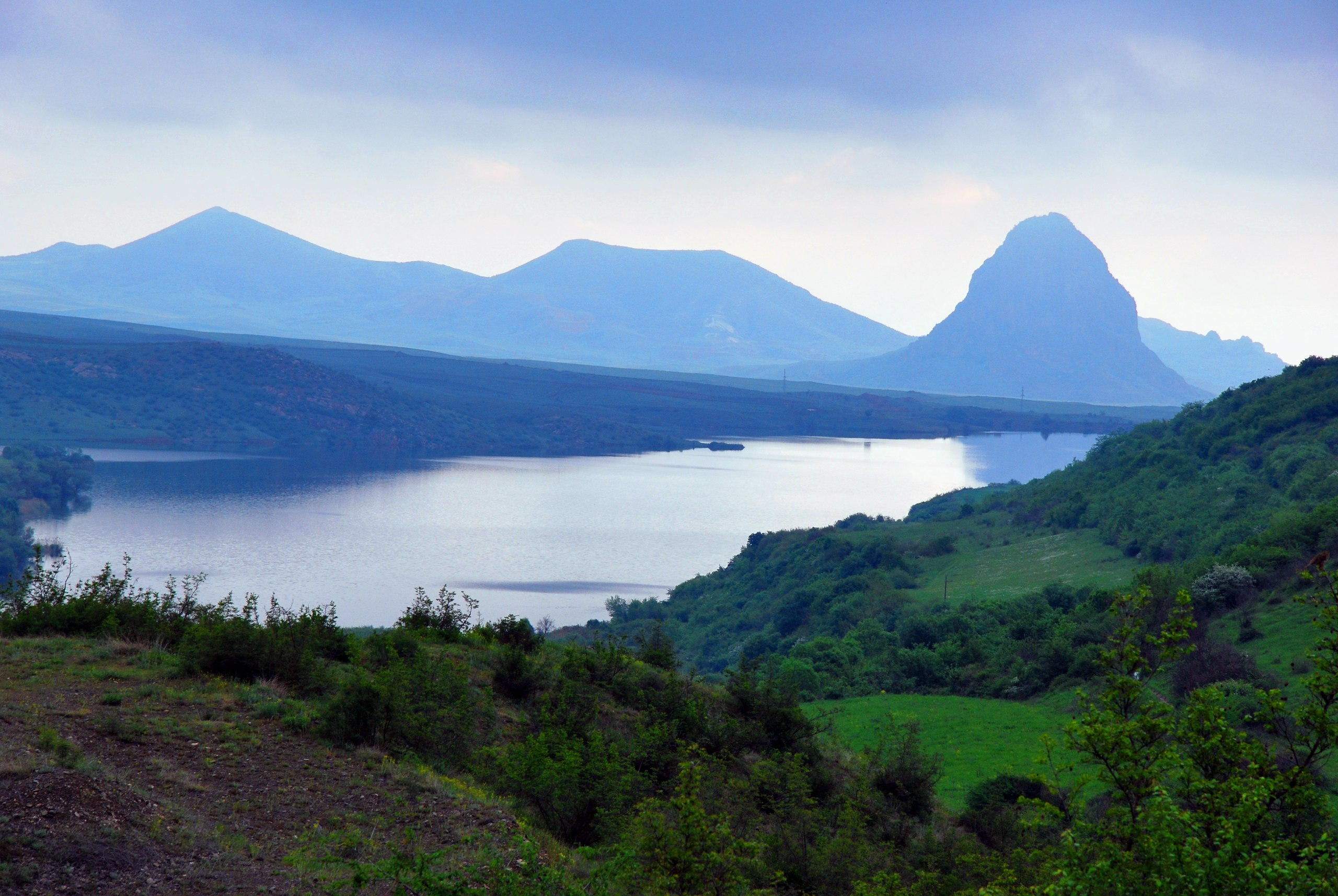

Al nord de Noiemberian es conserven les restes d'una gran fortalesa del Mil·lenni II aC. Al sud de la ciutat hi ha les restes de l'església Jukhtakeghtsi, del segle XIII i a 2 km al sud-hoest hi ha el monetir Mshkavank, que està ben conservat.
A la ciutat hi ha un centre cultural, una biblioteca pública, una escola d'art i una escola de música. Hi ha el canal de televisió local "Kamut TV" des del 2010. A la ciutat també es rep les emissions de la televisió regional Idjevan TV.

## Economia

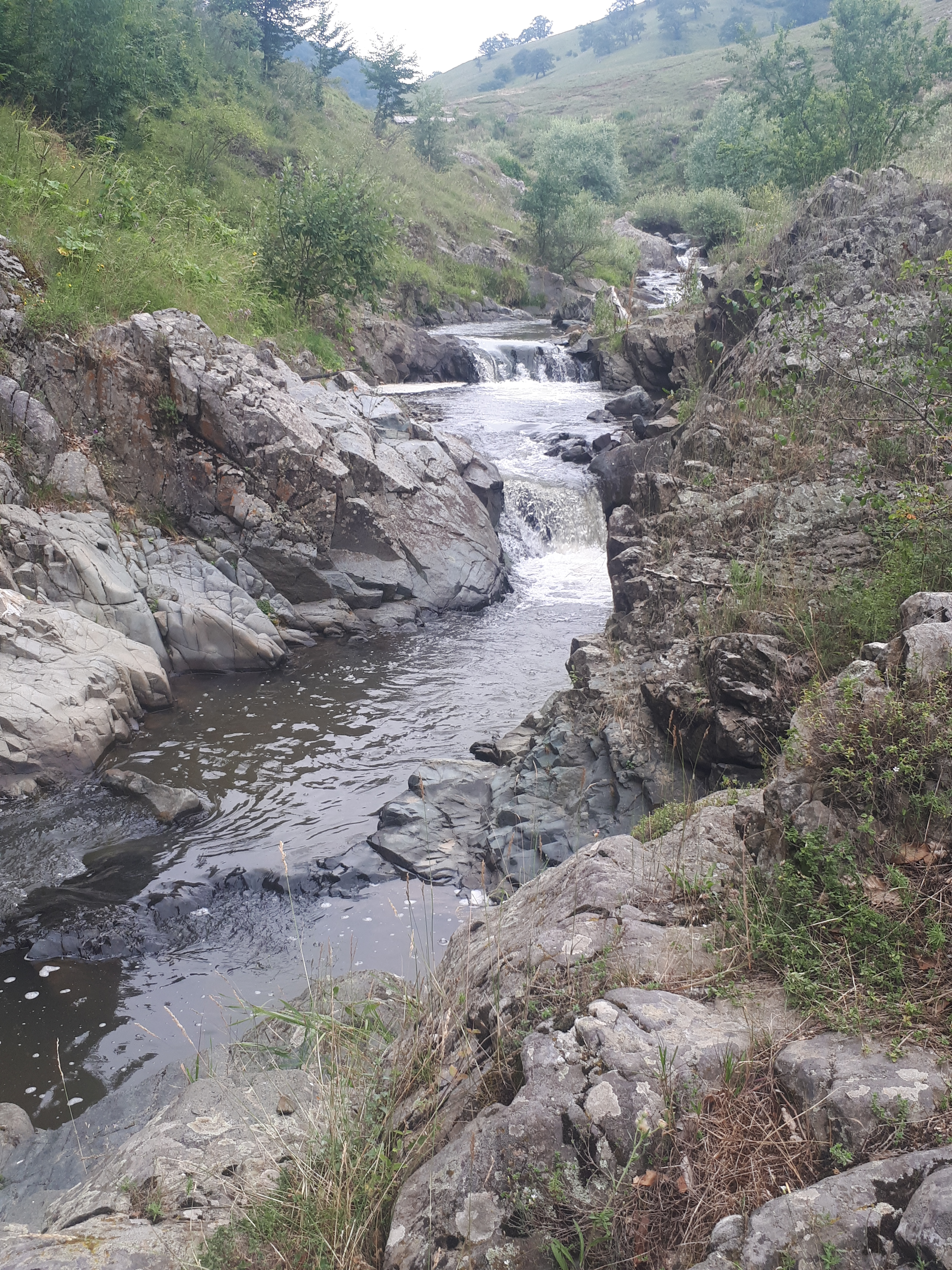

Noiemberian és un important centre productor d'aliments des de l'època soviètica. A l'actualitat, la ciutat té petites plantes de producció alimentària diversificada. També té petites indústries de mobles, productes de plàstic i veles. A la veïna Berdavan hi ha una fàbrica de vi.
Molts ciutadans de Noiemberian treballen en el sector agrícola. La ciutat està envoltada per camps fèrtils. A prop de la ciutat també hi ha mines de ferro i coure. El turisme és un sector a l'alça a la regió. La ciutat té alguns hotels i hostals.

## Educació
A la ciutat hi ha 2 escoles públiques d'educació primària i 2 llars d'infants. També hi ha un institut de secundària.

## Esports
L'esport més popular de la ciutat és el futbol. L'any 1981 s'hi fundà el club Aznavour FC. Aquest club es va dissoldre l'any 1997 per problemes financers.

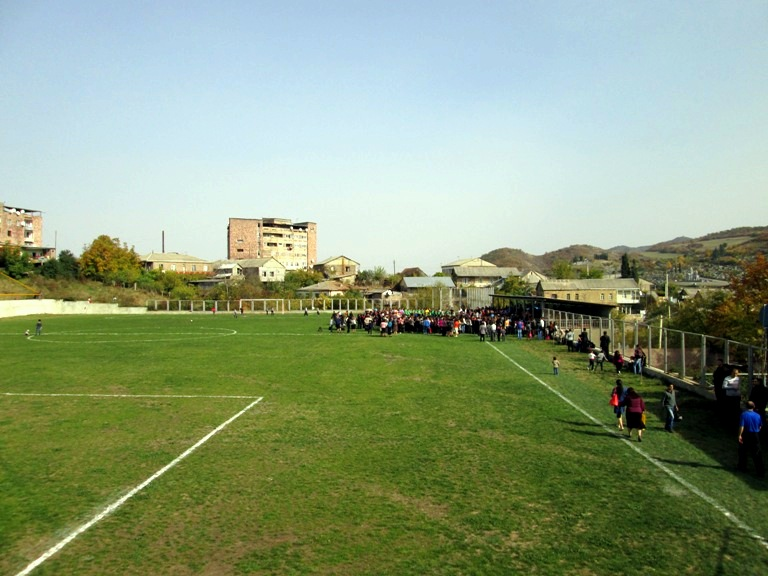

L'estadi de futbol de la "Central" fou construit durant l'època soviètica i renovat entre els anys 2008 i 2013. A l'octubre del 2013 es va inaugurar el nou Estadi de la Ciutat de Noiemberian.

## Transports
A la ciutat hi ha el checkpoint fronterer d'Ayrum i l'estació de ferrocarril de la línia Yerevan-Tblisi està a 22 km a l'est de la població. La ciutat està connectada per la carretera regional H-26.

## Personalitats notables
- Narek Beglaryan, antic futbolista.